# Antoine Perrenot de Granvelle
Antoine Perrenot de Granvelle (ur. 20 sierpnia 1517 w Ornans, zm. 21 września 1586 w Madrycie) – francuski kardynał.

## Życiorys
Urodził się 20 sierpnia 1517 roku w Ornans, jako syn Nicolas Perrenot de Granvelle’a. Studiował na uniwersytetach w Paryżu, Padwie i Lowanium, uzyskując doktoraty z filozofii i teologii. W młodości został protonotariuszem apostolskim i kanonikiem w Besançon. 29 listopada 1538 roku został biskupem w Arras, a 21 maja 1542 roku przyjął sakrę. Rzadko przebywał w swojej diecezji, mieszkając w Brukseli i będąc zaangażowanym w karierę polityczną ojca. Brał udział w sejmie Rzeszy w Wormacji i Ratyzbonie, a po zakończeniu I wojny szmalkaldzkiej, negocjował pokój pomiędzy Janem Fryderykiem a Filipem Wielkodusznym. Po śmierci ojca w 1550 roku, został strażnikiem cesarskiej pieczęci i podsekretarzem stanu (nie otrzymując tytułu kanclerza). Kiedy Maurycy Wettyn najechał Innsbruck, Granvelle i Karol V musieli uciekać do Villach. Po abdykacji cesarza w 1556 roku, biskup został ministrem na dworze Filipa II, członkiem hiszpańskiej Rady Stanu i doradcą Małgorzaty Parmeńskiej. 26 lutego 1561 roku został kreowany kardynałem prezbiterem i otrzymał kościół tytularny S. Bartolomeo all'Isola. W wyniku reorganizacji diecezji Niderlandów został pierwszym arcybiskupem Mechelen. W wyniku oporu wobec zmian, nie objął archidiecezji, a w 1564 roku wyjechał dp Besançon i nigdy nie powrócił do Niderlandów. Rok później został wysłany do Rzymu, by dopilnować organizację Ligi Świętej, której skutkiem była bitwa pod Lepanto. W latach 1570–1571 był kamerlingiem Kolegium Kardynałów i ambasadorem Hiszpanii w Państwie Kościelnym, a w okresie 1571–1575 – wicekrólem Neapolu. 3 października 1578 roku został podniesiony do rangi kardynała biskupa i otrzymał diecezję suburbikarną Sabina. W 1583 roku zrezygnował z zarządzania archidiecezją, a rok później został arcybiskupem Besançon. Zmarł 21 września 1586 roku w Madrycie.